# Penndel
Penndel är en kommun (borough) i Bucks County i Pennsylvania. Vid 2010 års folkräkning hade Penndel 2 328 invånare.